# Carl Wolle
Carl Wolle (20. december 1813 i København – 25. august 1893 i Fredensborg) var en dansk officer. 

## Invalideret i Treårskrigen
Han var søn af kompagnikirurg, senere karakteriseret regimentskirurg og læge ved Vartov Peter Wolle (1771-1844) og Elisabeth Christine Svanholm (1781-1834). Carl Wolle blev kadet 1830, 1834 sekondløjtnant ved infanteriregimentet i Rendsborg, 1841 karakteriseret og samme år virkelig premierløjtnant, fra 1842 ved 2. Jægerkorps, ved hvilket han deltog i Treårskrigen i årene 1848 og 1849. Wolle var midlertidig kompagnichef ved Oversø 1848, hvor halvdelen af Jægerkorpset måtte overgive sig. Det lykkedes ham at afvise det fjendtlige rytteri og med kompagniet at slutte sig til resten af hæren ved Flensborg. Dernæst blev han kaptajn af 2. klasse og året efter kaptajn af 1. klasse. Ved udfaldet fra Fredericia blev han hårdt såret, mistede halvdelen af venstre arm og kunne derfor ikke tage del i resten af krigen 1850.

## 2. Slesvigske Krig
1859 blev Wolle major, 1863 chef for 16. Bataljon, der ved mobiliseringen blev til 16. Regiment, som han førte med dygtighed 1864, navnlig 18. april ved Dybbøl, og blev oberstløjtnant.

## Senere virke
1865 blev han oberst og brigadekommandør, ved Hærloven 1867 souskommandant i København. 
Wolle var formand i en dansk militærdelegation, der 1868 udsendtes for at studere forholdene i den franske hær. Hans efterfølgende rapport var kritisk over for forholdene i Frankrig, og sammen med hans mundtlige oplysninger til kongen og kronprinsen blev Wolles vurdering lagt til grund for regeringens beslutning om ikke at gå ind i Den fransk-preussiske krig på fransk side 1870. Dette år blev Wolle 29. juli sat til at kommandere en øvelsesbrigade ved Kolding, som havde fået instruks om "Saa vidt muligt at hindre fjendtlig Grænseoverskridelse; i Tilfælde af Angreb at tvinge Fjenden til langsom Fremrykning uden at udsætte egen Styrke for at blive oprevet".
1874 blev han efter ansøgning på grund af svagelighed afskediget med generals karakter.
I sin tid i København var Wolle aktiv for velgørende formål. Som formand i Understøttelsesforeningens hovedbestyrelse var han utrættelig i at formå rigmænd til at give økonomisk støtte til virkeligt trængende.
Wolle blev Ridder af Dannebrogordenen 1848, Dannebrogsmand 1859, Kommandør af 2. grad 1864 og af 1. grad 1869.
Han blev gift 12. december 1849 i Helsingør med Martina Julia Norrie (1. februar 1826 i Helsingør - 1. august 1904 i Fredensborg), datter af konsul, sundtoldklarerer i Helsingør Gordon Norrie (1790-1874) og Maria Bjørklund, adopteret Craig (1793-1828).
Han er begravet på Garnisons Kirkegård.

## Gengivelser
Wolle er gengivet i et xylografi af H.P. Hansen 1893 og i fotografier af Hansen, Schou & Weller og Jens Petersen (Det Kongelige Bibliotek).